# Trachyspina daunton
Trachyspina daunton is een spinnensoort uit de familie Trochanteriidae. De soort komt voor in Queensland.